# The Guardian Weekly
Il Guardian Weekly (in inglese The Guardian Weekly) è un giornale settimanale internazionale britannico con sede a Londra, pubblicato dal gruppo Guardian News and Media.
È uno dei più antichi giornali internazionali di tutto il mondo, e ha lettori in 173 paesi. È stato fondato con lo scopo di diffondere le idee progressiste britanniche verso gli Stati Uniti dopo la prima guerra mondiale; la sua prima edizione è stata stampata una settimana dopo la firma del trattato di Versailles nel 1919. Comprendeva la seguente dichiarazione di intenti: «Puntiamo a presentare ciò che è meglio e più interessante del Guardian, ciò che è più caratteristico e indipendente del tempo, in una forma compatta settimanale».
Il Guardian Weekly attinge alle risorse editoriali del Guardian e contiene anche articoli dell'Observer e del Washington Post, oltre che articoli tradotti dal francese Le Monde. Il settimanale è stampato in Regno Unito, Stati Uniti e Australia. La diffusione del settimanale è di 122 828 copie, il secondo più alto numero, dietro The Economist, di qualsiasi settimanale globale con sede nel Regno Unito, con un pubblico di quasi 200 000 lettori.
I lettori del Guardian Weekly hanno incluso negli anni il leader politico sudafricano Nelson Mandela, che sottoscrisse un abbonamento durante gli anni della sua prigionia, e che avrebbe successivamente definito la testata la sua «finestra sul mondo».
È stato riportato dallo stesso giornale che George W. Bush fosse il primo presidente degli Stati Uniti successivo Jimmy Carter a non abbonarsi alla testata.
Nel settembre 2006 un'edizione è stata vietata in Egitto per aver pubblicato articoli ritenuti offensivi verso l'Islam e il profeta Maometto.